# Cossus Cornelius Lentulus (consul en 60)
Cossus Cornelius Lentulus est un sénateur et un homme politique de l'Empire romain.

## Biographie
Il est le fils de Cossus Cornelius Lentulus, consul en 25.
Il est consul ordinaire en 60 avec pour collègues l'empereur Néron.